# 1-й Краснокурсантский проезд
Пе́рвый Краснокурса́нтский прое́зд (до 12 августа 1924 года — Пе́рвый прое́зд Каде́тского Пла́ца) — проезд в Юго-Восточном административном округе города Москвы на территории района Лефортово.

## История
Проезд получил современное название 12 августа 1924 года, до этого назывался Пе́рвый прое́зд Каде́тского Пла́ца. И современное, и историческое названия даны по прилеганию проезда к Краснокурсантской площади, ранее носившей название Кадетский плац.

## Расположение
1-й Краснокурсантский проезд состоит из двух параллельных проезжих частей. Первая часть проезда проходит от Танкового проезда на северо-восток, пересекает Красноказарменную улицу, с юго-востока к проезду примыкают Энергетическая улица и затем 2-й Краснокурсантский проезд, 1-й Краснокурсантский проезд проходит до Солдатской улицы, за которой продолжается как Солдатский переулок. Вторая часть проезда расположена южнее и, являясь продолжением улицы Золоторожский Вал, проходит от Танкового проезда на северо-восток, с юго-востока к проезду примыкает проезд Завода Серп и Молот, проезд пересекает Красноказарменную улицу и проходит до Энергетической улицы. Между двумя проезжими частями 1-го Краснокурсантского проезда, Танковым проездом и Энергетической улицей расположена Краснокурсантская площадь. Между проездом Завода Серп и Молот, улицей Золоторожский Вал и 1-м Краснокурсантским проездом расположена площадь Проломная Застава. На участке южной проезжей части 1-го Краснокурсантского проезда от проезда Завода Серп и Молот до Красноказарменной улицы организовано одностороннее движение (от проезда Завода Серп и Молот к Красноказарменной улице), по участку от Красноказарменной улицы до Энергетической улицы движение не осуществляется (участок расположен на территории Главного управления Внутренних войск МВД России). Нумерация домов начинается от Танкового проезда.

## Примечательные здания и сооружения
По нечётной стороне:
- д. 3/5 — Екатерининский дворец (Общевойсковая академия Вооружённых Сил Российской Федерации);
- д. 3/5, корпус 11 — жилой комплекс Бронетанковой академии им. Малиновского (1933; архитекторы М. М. Дзисько и С. Д. Левитан)[6][7];
- д. 7 — жилой дом Московского кадетского корпуса (Московская военно-фельдшерская школа; 1850-е годы; архитектор Е. Д. Тюрин).

## Транспорт

### Автобус
- 730: Гаражная улица —  Семёновская —  Авиамоторная —  Площадь Ильича/ Римская (на участке от Энергетической улицы до Солдатской улицы).
- По проезду проходит автобусный маршрут № 440.

### Метро
- Станция метро «Лефортово» Большой кольцевой линии — на пересечении Солдатской улицы с 1-м Краснокурсантским проездом и Солдатским переулком, на Солдатской улице у примыкания к ней Наличной улицы.
- Станции метро «Площадь Ильича» Калининской линии и «Римская» Люблинско-Дмитровской линии (соединены переходом) — юго-западнее площади, на площади Рогожская Застава на пересечении улиц Золоторожский Вал и Рогожский Вал с Международной улицей, Рабочей улицей, улицей Сергия Радонежского, Школьной улицей и бульваром Энтузиастов.

### Железнодорожный транспорт
- Платформа «Серп и Молот» Горьковского направления МЖД — юго-западнее площади, на пересечении Среднего Золоторожского переулка и улицы Золоторожский Вал.